# Perebea angustifolia
Perebea angustifolia es una especie de árbol de la familia Moraceae que encuentra desde Costa Rica hasta el norte de Bolivia y el occidente de Brasil, en bosques hasta los 1300 m de altitud.
Alcanza 5 a 20 m de altura. las hojas son lanceadas, oblongas o elípticas de 9 a 13 cm de largo por 2,5 a 6 cm de ancho. Es una planta dioica. Los frutos son comestibles y abundantes, en drupas agregadas.